# پر ماتیاسن
پر ماتیاسن (انگلیسی: Per Mathiesen; ۱۱ مارس ۱۸۸۵ – ۱ ژانویهٔ ۱۹۷۱) ژیمناست هنری اهل نروژ بود.